# سياسة الأرض المحروقة

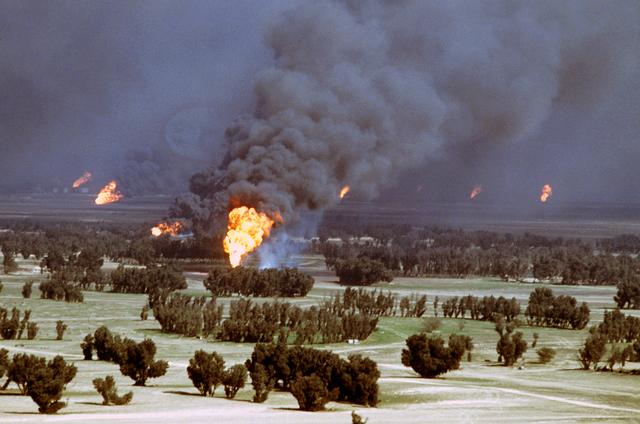
حقول النفط الكويتية وقد أشعلها الجنود العراقيون البعثيون بعد تراجعهم في 1991.

سياسة الأرض المحروقة هي إستراتيجية عسكرية أو طريقة عمليات يتم فيها «إحراق» أي شيء قد يستفيد منه العدو عند التقدم أو التراجع في منطقة ما. في الأصل كان المصطلح يشير إلى إحراق المحاصيل الفلاحية لعدم استعمالها من طرف العدو كمؤونة أما الآن فهو يشير إلى إحراق المنتوجات الغذائية وتدمير الهياكل الأساسية مثل المأوى والنقل والاتصالات والموارد الصناعية. وقد يتبع الجيش هذه السياسة في أرض العدو أو في أرضه.
يمكن للمفهوم أن يتداخل مع بتدمير موارد العدو بشكل عقابي، وهو ما يحدث كاستراتيجية بحتة لأسباب سياسية بدلا من الاستراتيجية التنفيذية. تدمير الإمدادات الغذائية للسكان المدنيين في منطقة الصراع قد حظر بموجب المادة 54 من البروتوكول الأول لاتفاقيات جنيف لعام 1977. يقول المقطع:
يحظر مهاجمة أو تدمير أو نقل أو تعطيل المواد التي لا غنى عنها لبقاء السكان المدنيين ومثالها المواد الغذائية والمناطق الزراعية التي تنتج المحاصيل والماشية ومرافق مياه الشرب وشبكاتها وأشغال الري، من أجل غرض محدد لمنعها لقيمتها الحيوية على السكان المدنيين أو الخصم، مهما كان الباعث سواء كان بقصد تجويع المدنيين أم لحملهم على الابتعاد، أو لأي سبب آخر
.
ومع ذلك، فإنه لا يزال ممارسة شائعة. البروتوكول لا ينطبق إلا على البلدان التي صدقت عليها، عدا بعض الاستثناءات الملحوظة حاليا في الولايات المتحدة وإسرائيل وإيران وباكستان وتركيا والعراق.
تشتهر روسيا بالذات بهذا النوع من الحروب إذ طبقتها عدة مرات امام التتار ونابليون بونابرت والألمان خلال الحرب العالمية الثانية مستغلين الطبيعة الطبوغرافية والمناخية لبلادهم من حيث الحرارة شديدة الانخفاض (التي تصل أحيانا إلى 15 تحت الصفر) والارض الجليدية . واثبت هذا النوع فعاليته حيث قهر نابليون وسبب تراجع الالمان في منتصف الحرب العالمية الثانية . ، كما تم استخدام الاستراتجية أثناء مجزرة حماة عام 1982م

## التاريخ القديم
استخدم السكوثيون -وهم رعاة بدو رُحَّل- أساليب الأرض المحروقة ضد الملك دارا الأول ملك فارس خلال حملته السكوثية الأوروبية. تملص السكوثيون من الفرس وانسحبوا إلى أعماق السهول؛ مدمرين مؤن الطعام ومسممين الآبار. مات كثيرون من جنود دارا جراء الجوع والجفاف.
ذكر الجنرال اليوناني كسينوفون في كتابه «أناباسيس» أن الأرمن أحرقوا محاصيلهم وإمداداتهم الغذائية أثناء انسحابهم، قبل أن تزحف قوات العشرة آلاف.
اقترح الجنرال اليوناني المرتزق ميمنون على الساتراب الفرس استخدام سياسة الأرض المحروقة ضد الإسكندر عندما زحف إلى آسيا الصغرى. رُفض طلبه.

### الحروب الرومانية
كان هناك نظام عقابي تأديبي تطبقه الحملات العسكرية على من يدمر الممتلكات ويقهر الناس عُرف باسم «فاستاتيو». استُخدمت سياسة الأرض المحروقة أولًا في الحروب الغالية مرتين. المرة الأولى عندما أُجبر الهيلفيتيكا الكلتيون على إخلاء منازلهم في جنوب ألمانيا وسويسرا بسبب الغارات التي شنتها قبائل جرمانية معادية: ألحق الهيلفيتيكا الدمار بكل ما عجزوا عن أخذه معهم بغية إضافة الحافز إلى زحفهم. بعد أن هُزم الهيلفيتيكا على يد قوة رومانية غالية مشتركة، أُجبر الهيلفيتيكا على إعادة بناء ما تسببوا به من دمار في ألمانيا المدمرة، والسهول السويسرية التي دمروها بأنفسهم.
أظهر الاستخدام الثاني لهذه السياسة القيمة العسكرية الحقيقية لها: خطط الغاليون خلال الحرب الغالية العظمى تحت قيادة فرسن جتريكس لاستدراج الجيوش الرومانية إلى بلاد الغال ثم محاصرتها وإبادتها. بالتالي، خربوا ريفهم فيما يُعرف الآن بدول البنلوكس وفرنسا. تسبب هذا في عواقب وخيمة للرومان، غير أن الانتصارات العسكرية الرومانية على التحالف الغالي أظهرت أن هذا وحده لا يكفي لإنقاذ الغال من إخضاع روما.
استخدم القرطاجيون هذه الطريقة أثناء الحرب البونيقية الثانية في الفترة بين عامي 218-202 قبل الميلاد بشكل انتقائي أثناء اقتحامهم إيطاليا. بعد نهاية الحرب البونيقية الثالثة في عام 146 قبل الميلاد، فضل مجلس الشيوخ الروماني أيضًا استخدام هذه الطريقة لتدمير قرطاج عاصمة القرطاجيين (بالقرب من تونس اليوم) تدميرًا دائمًا. هُدمت المباني وتناثرت أحجارها حتى لم تعد لها أنقاض باقية، وأُحرقت الحقول. ذُكرت قصة أنهم ملّحوا الأرض في الكتابات الأبوكريفية.
أعادت سياسة الأرض المحروقة غزو الإمبراطور يوليان لبلاد فارس في عام 363 ميلاديًا بسبب:
«كانت المنطقة الواسعة التي تقع بين نهر دجلة وجبال مديان...أفضل من الناحية الزراعية. ربما يتوقع يوليان أنه بمثابة غازٍ - امتلك وسيلتين للإقناع بالقوة: الفولاذ والذهب- سيتمكن من تأمين كفايته بسهولة مع خوف أو جشع السكان الأصليين. انقشع هذا الأمل المتفاءل الحالم على الفور مع اقتراب الرومان. أينما ذهبوا... أُخذت الماشية، والتهمت النار العشب والذرة الناضجة. حالما خمدت النيران التي أوقفت مسيرة يوليان، رأى قحطًا يخيم على صحراء جرداء مدخنة. لا يمكن تنفيذ هذه الطريقة اليائسة -وإن كانت فعالة- في الدفاع إلا بحماس شعب يرى أن الاستقلال أهم من الممتلكات، أو بحكومة استبدادية صارمة تضع قواعد الامان العامة دون الرجوع لاختيارهم الحر».

## تاريخ ما بعد الكلاسيكية

### الحروب الأوروبية المبكرة
كتب الراهب البريطاني غيلداس في رسالته التي تعود إلى القرن السادس بعنوان «حول الخراب البريطاني» عن غزو مبكر «لأن نار الانتقام…منتشرة من البحر إلى البحر… ولم تتوقف حتى دمرت المدن المجاورة  والأراضي. وصلت إلى الجانب الآخر من الجزيرة».
أثناء الحرب الأهلية الإسلامية الأولى (656-661)، أرسل معاوية بن أبي سفيان بسر بن أبي أرطأة لغزوة في الحجاز واليمن، لتخريب الأراضي الموالية لعلي بن أبي طالب خصم معاوية. وفقًا للطبري، يُقدر أن ثلاثين ألف مدني قتلوا خلال هذه الغزوة. أرسل معاوية سفيان بن عوف إلى العراق لحرق محاصيل ومنازل أنصار علي.